# 西蒙·范德梅尔
西蒙·范德梅尔（荷蘭語：Simon van der Meer，1925年11月24日—2011年3月4日），荷兰物理学家，因發展出隨機冷凝技術，而促使義大利物理學家卡洛·魯比亞發現W及Z玻色子。

## 生平
范德梅尔1925年出生于荷兰海牙，在代尔夫特理工大学获得工程师学位。1956年加入欧洲粒子物理研究所。1984年他和粒子物理学家卡罗·鲁比亚因「其對一項大型計劃中的決定性貢獻，引領發現弱相互作用的傳播者W及Z玻色子」而一同获得诺贝尔物理学奖 。
2011年3月4日在瑞士日内瓦逝世。